# Mamadou Bagayoko (ur. 1989)
Mamadou Bagayoko (ur. 31 grudnia 1989 w Abidżanie) – piłkarz z Wybrzeża Kości Słoniowej występujący na pozycji prawego obrońcy w rumuńskim klubie FC U Craiova 1948.

## Życiorys

### Kariera klubowa
Mamadou Bagayoko jest wychowankiem Africa Sports National, z którym w 2008 zdobył mistrzostwo Wybrzeża Kości Słoniowej. Latem 2008 trafił do Slovana Bratysława, z którego na rundę wiosenną sezonu 2008/2009 został wypożyczony do Artmedii Petržalka. W latach 2011, 2013, 2014 wygrywał ze Slovanem słowacką ekstraklasę. W lipcu 2015 przeniósł się do Sint-Truidense VV. W 2017 trafił najpierw do Oud-Heverlee Leuven, a następnie w 2018 do KV Mechelen.
30 stycznia został wypożyczony do francuskiego klubu Red Star FC.

### Kariera reprezentacyjna
Z młodzieżową kadrą Wybrzeża Kości Słoniowej Bagayoko dotarł do ćwierćfinału igrzysk olimpijskich w Pekinie. 
W pierwszej reprezentacji występuje od 2015. Został powołany na Puchar Narodów Afryki 2017, jednak na turnieju w Gabonie nie rozegrał żadnego spotkania.